# Torsten Ullman
Torsten Ullman (Stoccolma, 27 luglio 1908 – Växjö, 11 maggio 1993) è stato un tiratore a segno svedese.

## Palmarès

### Olimpiadi
- Oro a Berlino 1936 nella pistola 50 metri.
- Bronzo a Berlino 1936 nella pistola 25 metri.
- Bronzo a Londra 1948 nella pistola 50 metri.